# احسان‌غازی
ایهسانگازی (به ترکی استانبولی: İhsangazi) یک منطقهٔ مسکونی در ترکیه است که در استان قسطمونی واقع شده‌است. ایهسانگازی ۱٬۰۲۱ متر بالاتر از سطح دریا واقع شده‌است.